# Kittendorff & Aagaard
Ikke at forveksle med det litografiske værksted I.W. Tegner & Kittendorff
Kittendorff & Aagaard(, B. Olsen) var et xylografisk og fotografisk værksted, som blev oprettet i København 1849 af xylograferne Axel Kittendorff og Johan Aagaard. Det blev hurtigt et af de ledende firmaer og var med til at høje dansk grafisk standard ved midten af 1800-tallet. Kittendorff død allerede 1868, fulgt af Aagaard i 1879, hvorved virksomheden ophørte. Bernhard Olsen arbejdede i 1860'erne på værkstedet og blev partner i virksomheden, hvor hans navn nu kom til at figurere.
Firmaet omfattede også en kunsthandel og forlagsvirksomhed. På dette værksted samledes efterhånden en række af datidens bedste xylografer som H.C. Henneberg, J.F. Rosenstand og H.P. Hansen, og de af forlaget udgivne bøger som Vilhelm Holst: Felttogene 1848, 49, 50 (1852), Adam Fabricius: Illustreret Danmarkshistorie (1854-55), Edvard Erslev: Den Danske Stat (1855-57) og Niels Bache: Danmarks Norges og Sveriges Historie (I-V, 1867-76) hører til århundredets smukkeste danske bøger udstyret med gode træsnit.
|  | Denne artikel er mærket geografiske koordinater mangler og der er defineret et hovedkvarter Pt. kan skabelonen, som sættes denne besked, ikke håndtere geografiske koordinater på et hovedkvarter. Men der arbejdes på sagen. Du kan hjælpe ved at indsætte koordinater i wikidata. |